# 尼禄
尼祿·克勞狄烏斯·凱撒·奧古斯都·日耳曼尼庫斯（拉丁語：Nero Claudius Caesar Augustus Germanicus），出生名盧修斯·多米修斯·阿赫諾巴布斯（拉丁語：Lucius Domitius Ahenobarbus），公元50年至54年用名尼祿·克勞狄烏斯·德魯苏斯·日耳曼尼庫斯（拉丁語：Nero Claudius Drusus Germanicus），通稱尼祿（37年12月15日—68年6月9日），是羅馬帝國第五任皇帝，於54年10月13日即位，亦是儒略-克勞狄王朝的最後一位皇帝。他也曾任羅馬元老院首席元老、護民官、大祭司（拉丁語：Pontifex Maximus，自55年起）、執政官（55年、57年、58年、60年和68年）等職務，並被授予「祖國之父」（拉丁語：Pater patriae）頭銜。
在他統治期間，他將大部分注意力集中在外交和貿易上，試圖透過創建和推廣各種劇院和體育比賽來增強羅馬作為帝國文化首都的作用。尼祿統治時期的特點是在與帕提亞帝國的鬥爭中取得了外交和軍事上的成功、鎮壓了發生在不列顛尼亞行省的起義（約61年），以及改善了與希臘行省地區的關係。
尼祿的統治通常與暴政和奢侈聯繫在一起。 他因一系列有系統的暗殺而被人們銘記，其中包括對他自己的母親小阿格里皮娜，並且特別普遍地被認為，他在羅馬大火時彈奏著七弦琴，並對當時帝國境內的基督徒加以無情迫害。 這些想法主要基於歷史學家塔西佗、蘇埃托尼烏斯和卡西烏斯·狄奧的著作。倖存至今的古代文獻很少對其進行正面描述，儘管有些表明他在羅馬人民中非常受歡迎，尤其是在當時帝國的東部。在帝國的東部行省，流傳著一個流行的傳說：尼祿沒有死，而且還會回來。在他死後，至少有三位短暫失敗的叛亂領導人自稱為“尼祿重生”，以贏得民眾的支持。
今天，列出尼祿暴虐行為的文件的可信度是有爭議的。將與經典作品相關的事實與虛構分開可能很困難，甚至是不可能的。

## 早年
尼祿的父系出自於「多米提烏斯」的支系「阿赫諾巴爾比（字面意思為『青銅色的鬍鬚』）」，他的父親「多米提烏斯·阿赫諾巴爾比（Domitius Ahenobarbi）」在提比略皇帝死後不久即水腫身亡。尼祿的母親則是出自帝國首任皇帝奧古斯都的直系血親「阿格里庇娜」，她曾經遭到第二任皇帝提比略和第三任皇帝卡利古拉的流放，在第四任皇帝克勞狄一世任內召回。尼祿出生於羅馬南方的海邊城市安提烏姆，阿格里庇娜為新生兒命名為「魯基烏斯」（即全名字為「魯基烏斯·多米提烏斯·阿赫諾巴爾布斯」）。這位魯基烏斯3歲喪父，母親也遭到流放，因此他的幼年都是由姑母「列比達」家族帶大。公元49年，阿格里庇娜與她的「叔父」——克勞狄皇帝——結婚。她將獨子過繼成為克勞狄家族的成員，並改用該氏族的名字「尼祿」。

## 登基

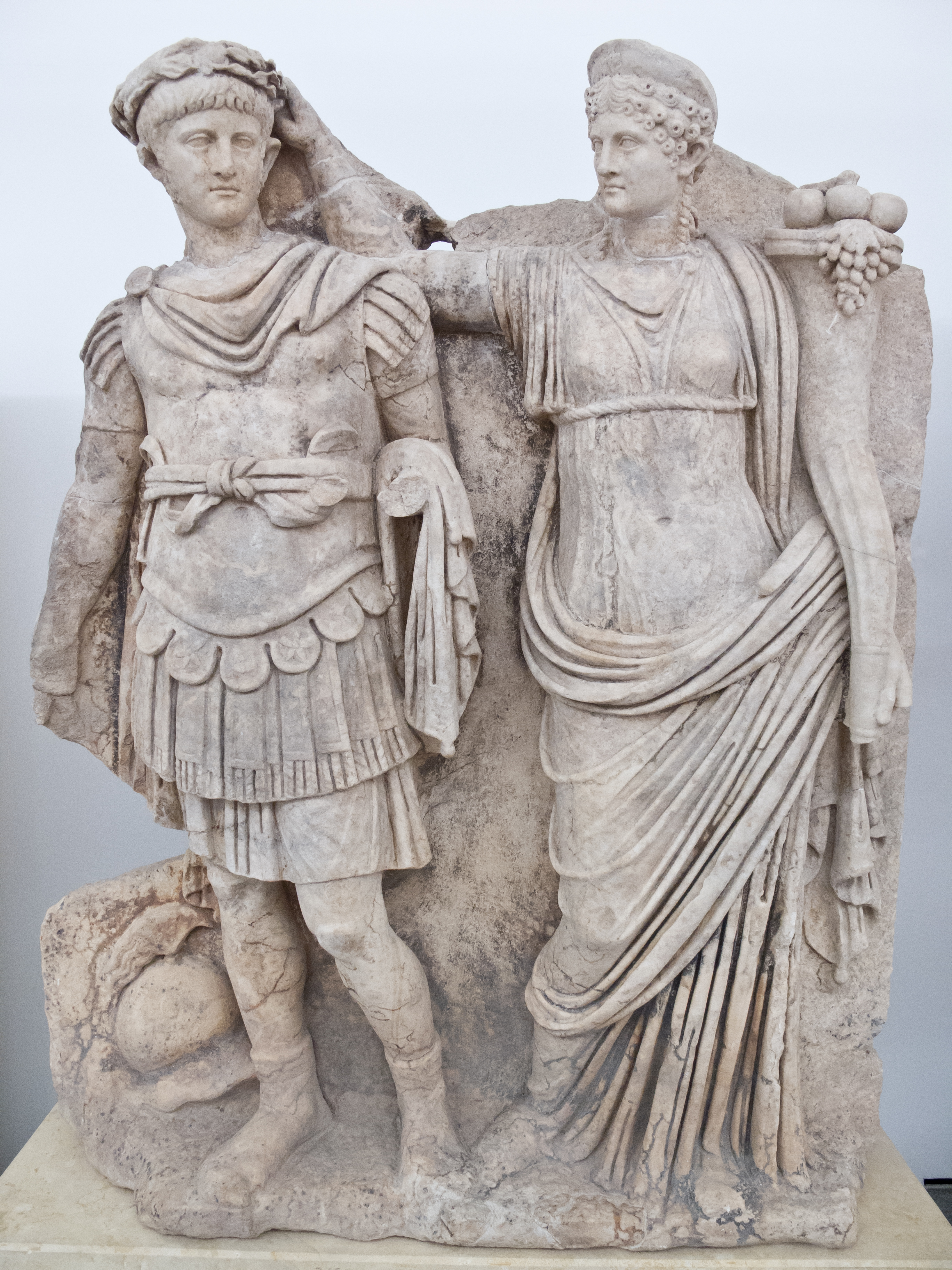
太后阿格里庇娜和皇帝尼祿

時任皇帝克勞狄一世與前妻瓦萊里婭·梅薩利娜皇后生有一女一子：長女克勞狄亞·屋大薇婭、幼子不列塔尼庫斯。但尼祿過繼成克勞狄家族時為12歲，較8歲的不列塔尼庫斯年長，於是尼祿便成為皇位的繼承人「凱撒」。克勞狄的第二任妻子阿格里庇娜皇后極力栽培自己的親生兒子為下任皇帝，延聘哲學名士塞內加為他的教師，並讓尼祿與屋大薇婭結婚。尼祿在此時進入政界擔任公職，數次在元老院以拉丁語和希臘語作過演講，並以自己的名義舉辦了大型賽會與鬥獸表演。
54年10月13日，尼祿的養父克勞狄皇帝因食物中毒死亡，許多古代歷史學家認為他是被他的妻子阿格里庇娜下毒殺害的。根據資料來源的不同，毒殺的細節也有所不同。塔西陀在其著作《編年史》中記載道，毒藥是由投毒專家洛庫斯塔所準備，她為阿格里庇娜提供了一盤下了毒的蘑菇，另一位歷史學家卡西烏斯·狄奧也同意這種說法。不過在塞內卡的著作《Apocolocyntosis》中，卻完全沒有提到毒蘑菇的事:54。此外，也有些現代學者認為阿格里庇娜不一定有涉案:589。無論皇帝克勞狄死亡的真相究竟如何，最終17歲的尼祿仍順利繼承皇位。

## 執政過程

### 早年善政
尼祿執政之初，國家方針由太后阿格里庇娜、塞內加、先皇舊臣帕拉斯、與禁衛軍長官塞克斯圖斯·布魯斯共同決定，他們與元老院階級合作，維持父皇克勞狄一世在位時期的穩定發展政策，在首都舉辦希臘式的賽會，並取消包稅人的苛捐與奴隸拍賣稅。此時的羅馬景象十分繁榮，邊境情勢大致平綏。

### 家族矛盾與個人權力鞏固
尼祿的母親阿格里庇娜擁有相當強烈的權力慾望，尼祿逐漸成年之後，對母親的干政日感不滿。在塞內加的建議之下，尼祿在一場亞美尼亞使臣謁見的場合中，以皇帝的身份阻止母親進入會場。阿格里庇娜對此反應激烈，曾以扶助即將成年的幼弟不列塔尼庫斯來威脅尼祿。55年，不列塔尼庫斯在用餐之後中毒死亡，後人猜測是尼祿所下的毒。
後來，尼祿指控帕拉斯參與一項陰謀，流放了帕拉斯；帕拉斯是阿格里庇娜的朝中密友，此舉無異表明尼祿對抗母親。布魯斯退休，尼祿提拔提格利努斯為他新任近衛軍長官。59年，尼祿突然大獻殷勤，邀請母親到坎帕尼亞海邊的拜亞別墅度假。尼祿特別訂製了一艘華美的小船接送阿格里庇娜，但在航行途中船身解體，尼祿企圖製造意外的假象淹死阿格里庇娜。但阿格里庇娜擅於游泳，被路過的漁船救起。阿格里庇娜派她的奴隸向尼祿報安，尼祿得知之後，指控該名奴隸是奉母之命來刺殺皇帝，便派兵到阿格里庇娜的別館殺死了她。至此，尼祿完全鞏固了他的皇權。
62年，布魯斯病故。65年，塞內加受到一項陰謀牽連，被尼祿賜死，以切開血管的方式自殺。

### 內政
尼祿早期施政多是以保障平民大眾的權利為優先。他發明了對付偽造遺囑的辦法，限制訴訟案例辯護報酬的上限，用來防止權貴藉著法律對平民施行的不平等剝削。他降低了許多間接稅的稅賦，並公開政府的稅收記錄以防止官員貪污舞弊。尼祿壓低糧食價格，讓貧窮的羅馬公民也得以溫飽。
尼祿熱愛藝術，他本人就是一個詩人、劇作者、演唱者與豎琴演奏者。他常舉辦盛大的競技賽會，並親自下場參與比賽。他贊助文藝、建築、與各項的工程發明，在屋大維統治之後，尼祿當政時期的帝國呈現出了文藝勃興的景象。在64年羅馬大火之後，他建造了著名的華麗金宮（Domus Aurea）。
但在大權獨攬之後，尼祿對於元老貴族的崇敬逐漸淡滅。他開始喜歡接受人們的奉承，並大肆打擊與他對立的政治勢力。最有名的是65年的「批索的陰謀」，一群共和派的政治人士打算推翻尼祿的統治。但他們計劃在事前洩漏。尼祿擴大打擊面，整肅異己，讓羅馬的上層階級隨時感受到皇帝的恐怖統治。

### 64年的羅馬大火
羅馬大火是發生在公元64年7月17日，然而這一場大火的真正原因一直都是千古的歷史疑案。其中，早在尼祿統治時期卽出現了火災乃是由尼祿一手策畫的陰謀論，持本說法者的依據根源於災後尼祿對羅馬城重建的異常迅速，且作為重點興建、過分強調尼祿個人品味的市內庭院金宮無法為羅馬市民理解與接受有關（謠傳尼祿曾在金宮落成時說「從現在起，終於有人能住的地方了」，此說真偽不明，但似乎在當時即引起了羅馬民眾的反感），支持此說者認為，尼祿因不喜羅馬舊市容的壅擠，想要興建自己的新宮殿，甚至是僅僅想寫一部羅馬焚城詩來過過雅興而命人縱火。由於中世基督教的宣傳，尼祿焚城說曾長期成為六四年羅馬大火的主流看法，然而十九、二十世紀以降的當代史學觀點則大多不予接受。並依據當時的一手史料指出火災發生時尼祿並不在羅馬城內（但尼祿在得知火災發生時第一時間的驅車趕赴羅馬指揮救災），且敞開其私人花園讓受難的民眾進入，以免遭大火的侵襲，並以中世紀至近代的歷次都市大火作為例子指出，羅馬大火應為單純的意外事件。
發生在羅馬的這一場大火，是由大競技場開始燒起。大競技場位於台伯河的東岸，是在羅馬城的西南部，堆滿了帳篷等易燃物品，因此火勢一發不可收拾。再加上起火的這幾天颳西南風，更是助長風勢。當火勢吞沒大競技場之後，竟然又往左右延伸出兩股火勢，其中左邊一股向凱旋大街燒去，接連著的凱旋門、布匿戰爭與高盧戰爭紀念牌坊及神殿等，都在剎那間化為烏有。而右邊的這股火勢，則是燒毀了帝國政府官衙以及其他高樓大廈，那些四通八達的街道、商店及民房，也都化為灰燼。結果全城幾乎陷入一片火海之中，就這樣這一次的大火一連竄燒了六天七夜，結果放眼羅馬全城皆為焦土一片。
據塔西佗的記載，尼祿從安提烏姆趕回羅馬來，開放自己的宮殿安置災民，並從奧斯提亞與鄰近的城鎮運糧賑濟。但由於火災所造成的慘重損失，人們普遍懷疑這應該是人為縱火所致。尼祿聽聞有人懷疑是他本人所暗地縱火，為了不使傳言擴大，他便宣稱這場災難是基督徒陰謀縱的火。於是他下令逮捕基督徒，公開地將他們殘酷折磨——釘十字架、披獸皮讓惡狗咬死、將他們釘上柱子做為蠟燭。

### 對外關係

#### 不列顛起義
公元60年，由於不列顛的羅馬軍團忙於征戰莫那島，不列顛島東南部的布狄卡女王率兵反抗羅馬統治。不列顛軍團長官保利努斯回軍，於61年平定布狄卡的叛變。

#### 東方關係
公元55年，羅馬的東方屬國亞美尼亞發生政變，最後由帕提亞的王子梯里達底進入亞美尼亞，並成為新的國王。由於羅馬一向視亞美尼亞為其保護國，流亡的亞美尼亞人士向尼祿請求援助。於是尼祿派遣日耳曼軍團長官柯布羅，讓他全權處理東方事務。
在帕提亞方面，認為亞美尼亞在文化上與波斯相近，因此決定可以自行管理亞美尼亞的事務，毋需照會羅馬。帕提亞國王沃洛吉斯一世拒絕羅馬恢復舊王的要求，任命自己的胞弟梯里達底為亞美尼亞王。58年，柯布羅率領的羅馬軍團進入東方，與帕提亞—亞美尼亞聯軍展開一連串的戰役。59年，柯布羅攻下亞美尼亞的國都，將帕提亞的勢力趕出，梯里達底逃亡。羅馬方面則擁立提格蘭為亞美尼亞王。尼祿認為戰爭已經結束，便將柯布羅調回敘利亞。
62年，被罷黜的梯里達底，在帕提亞軍隊的保護之下再度進入亞美尼亞。尼祿派帕伊圖斯率領羅馬軍團迎戰，但卻遭到嚴重的失敗，帕提亞再度掌控亞美尼亞，梯里達底再度登上王位。於是，尼祿再度任命在敘利亞的柯布羅出戰。由於柯布羅的威名在當地具有相當影響力，當柯布羅在幼發拉底河建立碉堡時，引起對方極大的恐慌。帕提亞方面不想與柯布羅接戰，便派遣使者與尼祿商談和平條件。
63年，帕提亞與羅馬達成協議：承認梯里達底為亞美尼亞國王，但國王的王冠必須由羅馬皇帝授予。梯里達底進入柯布羅的軍營，在尼祿的塑像之前由柯布羅代理皇帝為梯里達底加冕。後來，梯里達底親赴羅馬，尼祿再度為他加冕，並以盛大的慶典歡迎他。因此，尼祿在該地維持相當良好的名譽，在尼祿自殺之後，出現過三位假尼禄，其中之一曾經受亞美尼亞的尊崇。另一方面，此後羅馬東方邊境維持七十年的和平。

#### 猶太人大起義
羅馬帝國在猶太行省的時任總督是富祿辣士（Gessius Florus），此人品德低下，暴虐無道，他在猶太巡撫的任內，幾乎只為剝削，荒廢政事。富祿辣士的貪贓枉法幾乎是毫不掩飾、肆無忌憚的手段。在其治理任內人民無法安定居所，所到之處，充滿橫征暴歛，並且叛亂的風聲時有所聞，情勢已是緊張異常。
敘利亞總督迦流（Gestius Gallius）已耳聞猶太地區的混亂，因此在公元66年藉著猶太人過逾越節的名義，視察耶路撒冷。猶太人藉此機會在迦流狀告富祿辣士的種種惡行，而迦流遂在群眾面前允諾要懲治富祿辣士。當迦流離開耶路撒冷之後，富祿辣士非但沒有檢討自身行徑，反倒變本加厲的迫害猶太人，期使猶太人對羅馬帝國的叛變，而自己能夠在當中作收漁人之利。
之後富祿辣士強行向猶太人的聖殿徵收金子十七塔蘭同，但猶太人拒不接受，因此富祿辣士藉此機會率領軍隊到耶路撒冷企圖以武力遂行所願。進而引發猶太人的全面叛變。猶太人與羅馬人的戰爭，造成猶太人的聖殿被毀，耶路撒冷城殘破荒涼，猶太人被趕逐分散四處的悲劇。
戰爭於公元66年展開，雖然一開戰猶太人便佔上風，然而就在維斯帕先奉命平亂後，即刻節節進逼耶路撒冷，進行「收復平亂的工作」。公元67至68年間在尼祿的指令下，維斯帕先重新攻佔加利利和撒馬利亞，並且要揮軍直搗耶路撒冷，尼祿的死訊使維斯帕先必須折返羅馬擔任皇帝。政權穩定後，他派自己的兒子提圖斯指揮平亂，並由他結束這場圍城。約在公元72年9月底，城北的部分已經完全落入羅馬人的手中，而整個耶路撒冷也全部被佔領。

## 婚姻
尼祿有過三次婚姻。第一次是年少時與克勞狄之女屋大維婭的婚姻，但在尼祿成為皇帝之後，喜歡上屋大維婭的侍女阿克代，打算與屋大維婭離婚，經過塞內加與阿格里庇娜的勸说才作罷，但夫妻關係已名存實亡。阿格里庇娜死後，屋大維婭被流放至外島生活。58年，尼祿喜歡上寵臣奧托的妻子波培婭·薩賓娜，理由正是因為她美豔動人，為了方便給予她皇后的頭銜，尼祿在62年以通姦的罪名，強迫屋大維婭自殺，讓波培婭成為他第二任皇后，而新皇后波培婭，為他生下一個女孩，尼祿高興地為女兒命名為「奧古斯塔」，但波培婭的女兒，才出生三個月就早夭了。後來，尼祿在一次脾氣發作時踢了正在懷孕的波培婭，造成她在65年死亡。
尼祿的第三次婚姻的對象，則是斯塔提婭·美撒里娜。為了得到已為人婦的美撒里娜，尼祿逼迫她的丈夫維斯提努斯自殺。美撒里娜未曾生下尼祿的孩子。

## 自殺身亡

### 加爾巴起兵與羅馬暴動
溫代克斯率兵起義後，身為塔拉哥·西班牙行省的長官加爾巴也隨即出兵，在西班牙地區響應反尼祿的行動。但加爾巴聽聞溫代克斯失敗自殺之後，反抗的聲勢大受打擊，西班牙的部隊軍心逐漸不穩，加爾巴也打算自殺。
但此時首都羅馬謠言四起，人民聽說從亞歷山大城運來的不是米糧而是角鬥士表演用的沙子，便群起暴動。尼祿不知溫代克斯已經失敗，以為高盧和西班牙都已經成功叛離，近衛軍也拋棄了他。於是尼祿以為大勢已去，便倉皇地離開羅馬宮廷，打算逃往東方。
元老院得知尼祿離開之後，立刻決議推舉加爾巴為皇帝，並宣布尼祿為「人民公敵」，任何人都得以追捕或誅殺尼祿。他在過去的獲釋奴隸的別莊裡，獲悉追捕的士兵已經斷絕他的逃亡道路，6月9日，尼祿身邊只剩三四個僕人，最後他將匕首刺入自己的喉嚨自殺，結束他14年的執政。
相傳尼祿當時面對如此的窘境，不願可恥地被手下凌辱，所以決定自殺。但是他又十分怕死，數次拿起利刃，卻不敢往胸膛上刺，他正在躊躇哭泣的時候，一旁的僕人看得不耐煩了，就替他把刀推進去，尼祿就這樣結束了生命。元老院得知尼祿的死訊後，決議對其施以「記錄抹煞」——凡是尼祿的塑像、碑文、建築物上的銘刻，都必須加以銷毀或抹除。

## 後世評價

### 史學家的評價
由於羅馬史料的編寫與整理者，多為帝國的上層階級。因為尼祿統治的中後期對該階層的統治相當殘暴，於是流傳後世的史料多以負面的觀點看待尼祿的一切施政。比如像64年的羅馬大火，蘇埃托尼烏斯以相當的篇幅，寫下尼祿幸災樂禍的行為，並明白指出這種大火是尼祿下令放火的；但這種描寫與事實是否吻合，歷來史學家是有相當大的爭議的。再加上尼祿死後受到後人的「記憶抹煞」，因此他的事蹟大多留下負面解釋的刻版印象，但尼祿本人喜愛奢華，對身邊的親人與臣屬殘暴不仁是有事實的推論。

### 基督教會的評價
基督教早期教會發展，正值尼祿當政之時，擴展至全羅馬帝國。然而基督教在當時的羅馬是相當受到歧視及壓迫的宗教，因此受到官方與人民的反感與誤解。而尼祿誣指64年羅馬大火的元凶為基督徒，對教徒施以公開的迫害與殘殺，因此教會的記載，曾將尼祿視為反基督，而且使徒保羅和聖彼得也是在他手中遇害。尼祿是第一個壓迫基督教的暴君（基督教在他的前三任皇帝：提庇留、卡利古拉和克勞狄一世任內還在組織之中）。

## 大眾文化
由於尼祿留下來的軼事相當多，適合的素材豐富，因此啟發許多的創作題材。
- 波蘭顯克維奇《你往何處去》
- 電影《暴君焚城錄》
- Xbox 遊戲 《崛起：羅馬之子》(RYSE son of Rome)，最後一關是把尼祿殺死。
- 日本動畫導演、漫畫家安彥良和的漫畫作品《一代暴君》，描繪尼祿的生平。
- Fate/EXTRA的女主角之一：從者（Servant）尼祿(Saber)。與史實最大的差異是被性別轉換為女皇帝和個性轉為溫和且較有人性。
- Nero Burning ROM 命名的来源。